# Årdals kommun
Årdals kommun (norska: Årdal kommune) är en kommun i landskapet Sogn i Vestland fylke i västra Norge. Kommunens centralort är tätorten Årdalstangen. 
1992 öppnades Ofredalstunneln.
Tidigare har kommunen tillhört dåvarande Sogn og Fjordane fylke.

## Administrativ historik
Årdals kommun upprättades 1863 genom utbrytning ur Lærdals kommun. Kommunen omfattade då också ett mindre område i den norra delen av nuvarande Lærdals kommun och hade 1 791 invånare vid upprättandet.
Den 1 januari 1964 överfördes ett bebott område (gårdarna Muggeteigen med husmansplatserna Luggenes och Bergmål på Aspevikstranda med 11 invånare) från Årdals kommun till Lærdals kommun.

## Politik
Arbeiderpartiet (AP) dominerar kommunestyret i Årdals kommun med 17 av 21 representanter (2007), och kommunen är den i landet med störst AP-dominans. Under senaste kommunvalet fick AP en uppslutning på rekordhöga 77,5% av rösterna i kommunen. Andra partier som är representerade i kommunestyret är Senterpartiet (SP), Høyre (H), Sosialistisk Venstreparti (SV) och Fremskrittspartiet (FrP) med 1 mandat var.
Politikern Gunvor Eldegard är född i Årdals kommun.

## Tätorter
I Årdals kommun finns tre tätorter:
- Seimsdalen
- Årdalstangen (centralort)
- Øvre Årdal

## Socknar
Inom Norska kyrkan är Årdals kommun indelad i två socknar:
- Nedre Årdals socken
- Øvre Årdals socken

Socknarna ingår i Sogns prosteri i Bjørgvins stift.

## Bilder

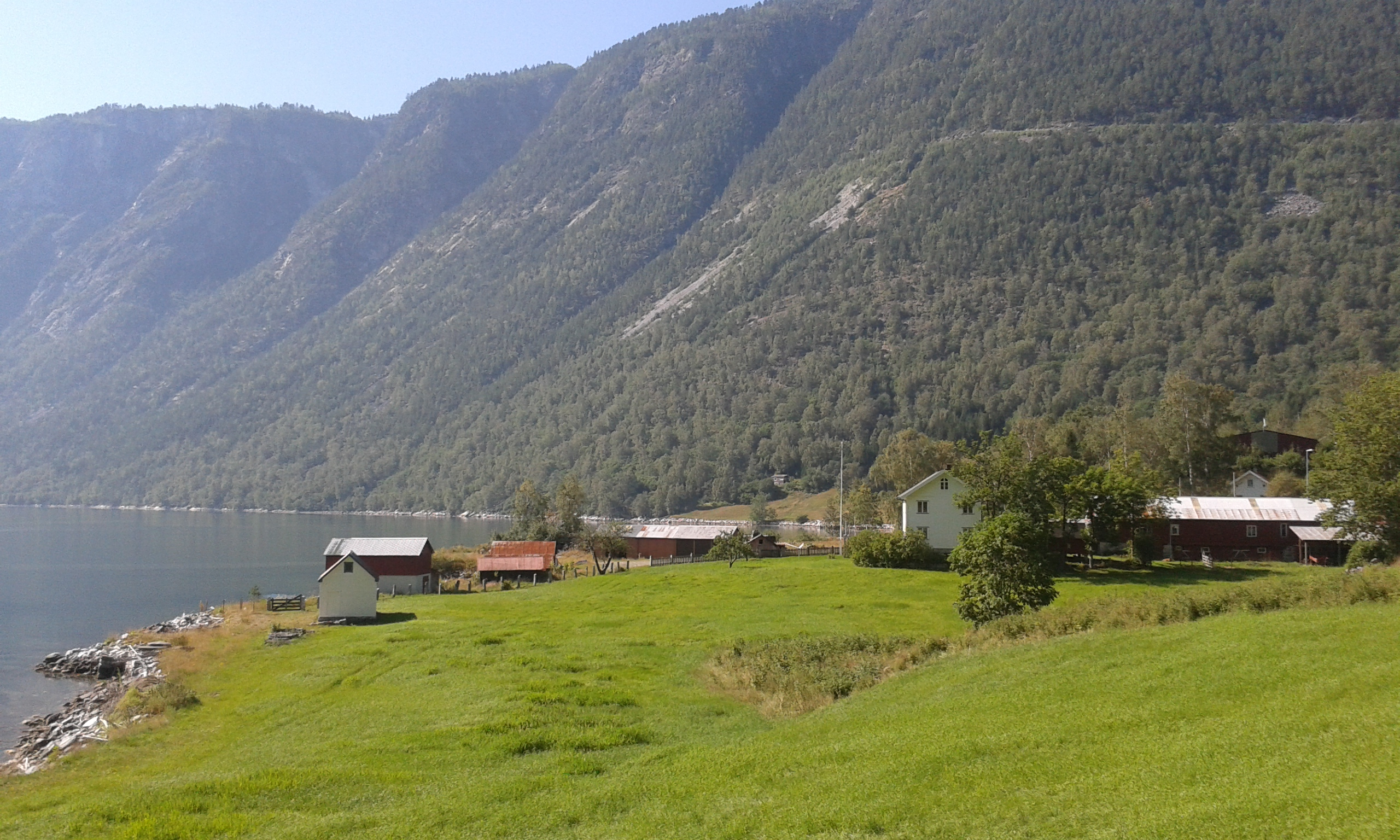
Seimsdalen.
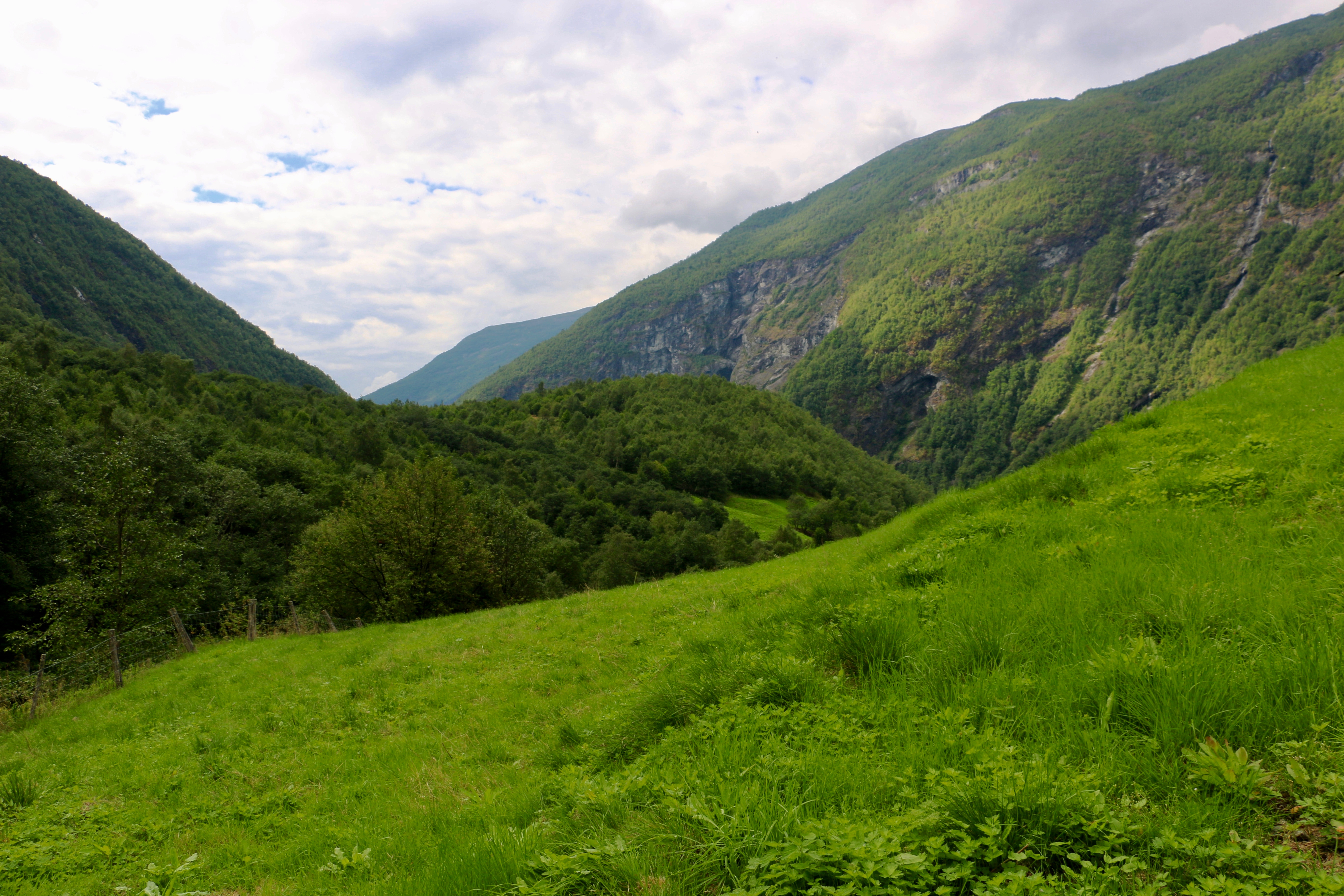
Utladalen.
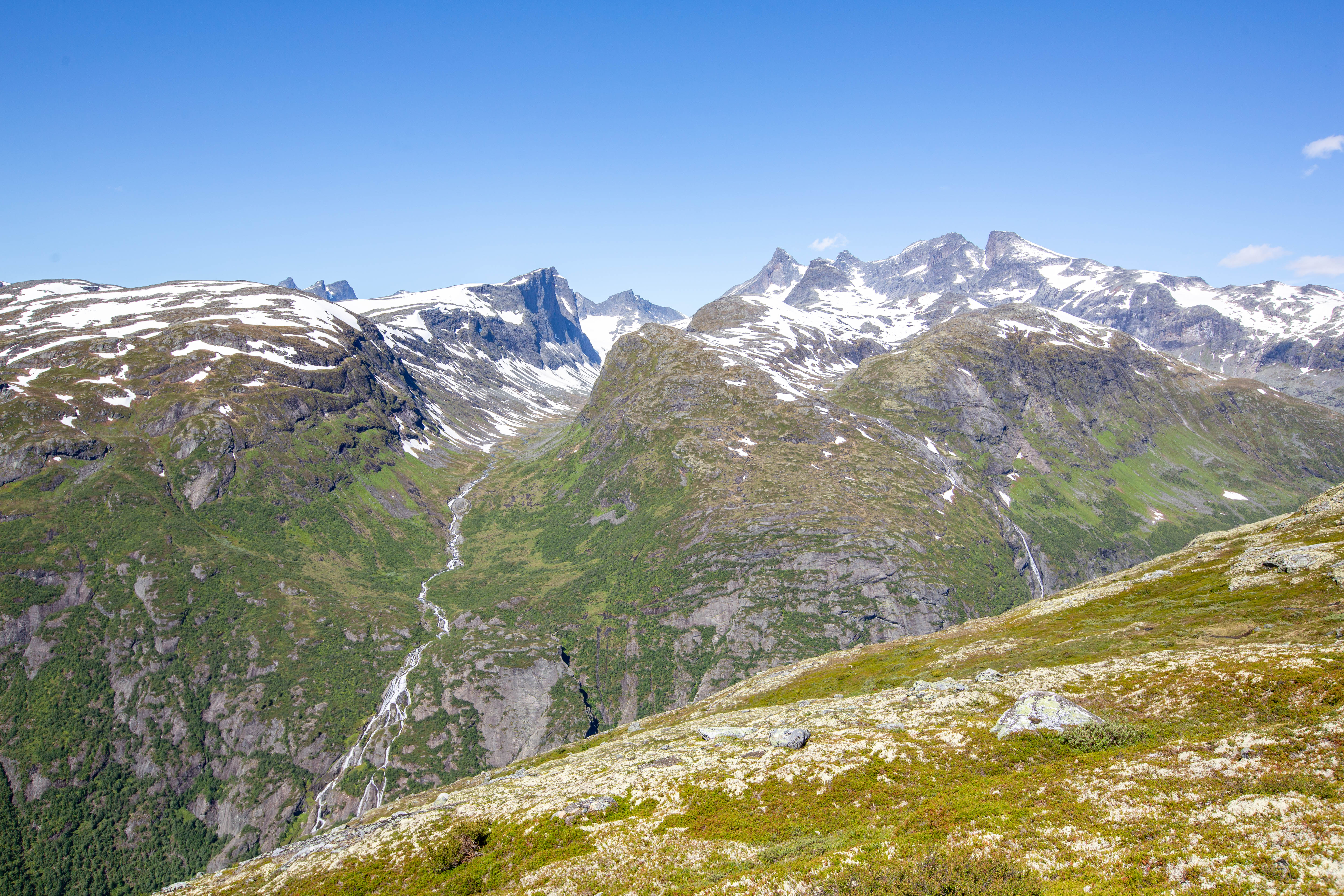
Hurrungane.